# IC 5041
IC 5041 — галактика типу SBcd () у сузір'ї Мікроскоп.
Цей об'єкт міститься в оригінальній редакції індексного каталогу.